# Huar
Huar o Guar es una isla del archipiélago de Calbuco, en el sur de Chile. Forma parte de la comuna de Calbuco, en la provincia de Llanquihue, Región de Los Lagos. Está ubicada a una hora y media de navegación de la capital provincial, la ciudad de Puerto Montt, distante a unos 22 kilómetros. La isla tiene una población estimada de 1021 habitantes, según el censo de 2017.

## Historia
La isla Huar fue poblada por diferentes tribus de recolectores, lo que se evidencia por sus numerosos conchales (depósitos de conchas de mariscos) que datan de más de 4000 años. Es posible evidenciar la presencia de estos conchales en toda la isla, constituyéndose en evidencia palpable de la presencia de los antiguos pobladores originarios. Es importante señalar, que a la llegada de los españoles, predominaban por los canales tribus cazadoras y recolectoras principalmente los Huilliches ( "gente del sur" en Mapudungun)) y los Chonos- en menor medida- quienes no dejaron evidencia de una lengua escrita.     
Su poblamiento permanente es a partir de 1710, cuando los jesuitas instalaron la misión de San Felipe de Huar, cuyo propósito era la sedentarización y evangelización de 30 familias de indios chonos. El poblamiento chono fue complementado con varias familias españolas provenientes del Fuerte San Miguel de Calbuco. En 1718, los chonos abandonaron Huar volviendo a su vida nómade,  pues al hacerse más fáciles de encontrar eran objeto de los ataques de los alerceros huilliches y españoles que iban de Calbuco y Chiloé a los alerzales y hacían incursiones contra ellos en represalia por las correrías chonas de los años anteriores a la paz. Algunas versiones señalan que hubo un esfuerzo por parte de los jesuitas de evangelizar a estas 30 familias de indígenas, pero que en la práctica dicho esfuerzo fue mermado por las enfermedades que llevaron los europeos, lo que acabó con buena parte de los indígenas que estaban a la tutela de los evangelizadores cristianos.
Posteriormente, la isla fue usada como lugar de resguardo para los colonizadores de la Patagonia, que viajaban desde el Fuerte San Miguel de Calbuco para adentrarse en tierras trasandinas por el paso Vuriloche. Fue así como muchos isleños fueron parte de la colonización de la zona de Cochamó y el río Puelo, lugares que utilizaron para el pastoreo de ganado vacuno y también para obtener alerce de la cordillera.
Durante la segunda mitad del siglo diecinueve se produjeron oleadas migratorias de familias formadas por españoles y ex-soldados del ejército libertador de Chiloé - ejército organizado por Don Ramón Freire bajo la presión de Don Simón Bolívar-, desde las localidades de Curaco de Vélez y Lemui. Dichas campañas fueron organizadas por los jesuitas dada la escasez de terrenos en aquellas localidades y la necesidad de las nuevas familias de asentarse en forma definitiva en algún lugar. Posteriormente, muchas de estas familias colonas pudieron hacerse propietarias de la tierra por una ley promulgada en 1925 que regularizaba los títulos de dominio a colonos que ocupaban terrenos fiscales.  
En tiempos de la fundación de Puerto Montt existían pobladores permanentes, ya que las crónicas de la época hacen constar que a la ciudad llegaban alerceros de Chiloé, isla Huar, Ilque e isla Maillen. Vicente Pérez Rosales en un principio quiso instalar colonias alemanas en las islas Maillen y Huar, idea que desechó por considerarlas inhabitables, ya que los bosques eran demasiado espesos y comenzaban prácticamente en el mar.
En la primera mitad del siglo XX, se evidencia una migración de habitantes de la isla hacia Punta Arenas y la Patagonia Argentina, siendo la isla como otros lugares de la décima región proveedores de peones para las estancias de Tierra del fuego.
La presencia de los jesuitas dio origen a una profunda religiosidad que aún es posible encontrar en sus comunidades hasta nuestros días. Muestra de ello es que posee cinco templos católicos: Nuestra Sra. de Lourdes de la Poza, Nuestra Sra. del Tránsito de Quetrolauquén, Inmaculada Concepción de Alfaro (además de la imagen del cerro Carmelo en Choncoihue), Santa Bárbara de Chucahua y Niño Jesús de Praga de Nalcahué.

## Localidades
La isla tiene varias localidades que es su mayoría poseen nombres indígenas como herencia y evidencia del contacto de los colones españoles con los pueblos originarios, tales como: Chipue, La Redonda, Los Cuervos, Las Pampitas, Quetrolauquén, Colhue, Alfaro, Choncoihue, Chauque, Nalcahue, Chucagua, Chancura e isla Mailliña, la cual queda conectada a Huar en bajamar.

## Servicios
La isla contaba con cinco escuelas: Dolores Cattín de La Poza, Quetrolauquén, Pedro Barrientos de Nalcahué, Alfaro y Chucahua. La Escuela de Quetrolauquén —después de un incendio de diciembre de 2010— se reconstruyó y volvió a operar en 2015 como Escuela Unificada de Isla Huar, con el objetivo de concentrar las escuelas de Alfaro, Dolores Cattín y Pedro Barrientos. Al 2018, Pedro Barrientos seguía en funcionamiento. Para completar la educación media o secundaria, los niños deben acudir a liceos y colegios de ciudades cercanas, tales como Puerto Montt, Calbuco, Frutillar o Chonchi (en Chiloé). 
También tiene dos postas de salud rural, ubicadas en los sectores de Quetrolauquén y Alfaro. Además cuenta con un retén de Carabineros ubicado en el sector de Alfaro, dependiente de la Cuarta Comisaría de Calbuco, y una oficina de Registro Civil.

## Economía local
Los pobladores practican actividades económica de subsistencia y de sostenibilidad con el medio ambiente. Esto significa que las familias hacen uso de los recursos disponibles y se dedican a actividades como; la pequeña agricultura (cultivo de hortalizas como papas, lechugas, etc.), invernaderos; ganadería de ovinos en pequeña escala; la pesca mediante el uso de la técnica con "espineles"; recolección de mariscos y de otros recursos naturales. Con la instalación de empresas dedicadas al cultivo del salmón, algunos pobladores prestan servicios en labores propias de la industria.
Por otra parte, existen diferentes emprendimientos para dar alojamiento a turistas que visitan la isla en periodo estival, destacándose la posada de "La Jimena" en sector Chacahua, como también existen recorridos en bote y a caballo a través de la isla, entre otros.

## Transporte
En condiciones normales la isla se comunica con Calbuco mediante lanchas a motor, que tradicionalmente zarpan desde Colhue y Alfaro a las 7:30 y 8:00 respectivamente y en la tarde ambas regresan a sus sectores a las tres de la tarde, esto es de lunes a sábado, mientras que los días domingos salen de la isla a las 14:00 y regresan entre las 16:00 y las 17:00. En verano este horario se modifica, y las lanchas que salen desde la isla salen entre las 14:00 y las 15:00 en la tarde y vuelven a las 17:30 aproximadamente. Las lanchas a motor que hacen recorrido frecuente son: Galaxia IV, Patagonia, Manantiales III y don Benjamín desde Colhue, y de Alfaro lo hace la lancha Miriam. El costo del pasaje es de 3000 pesos y de la lancha don Benjamín de 400 pesos. La isla no posee alojamientos tipo hotel, pero la gente de la isla está acostumbrada a las visitas de turistas que muchas veces los reciben en sus mismas casas o les ceden territorios para que acampen.

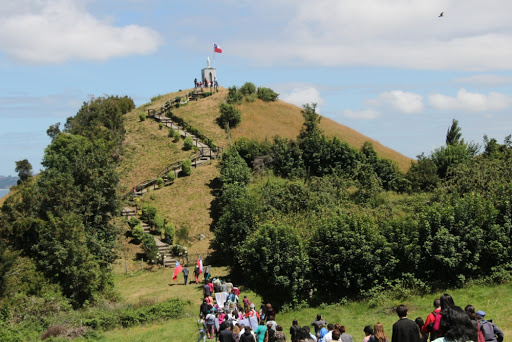
Imagen de Nuestra Señora del Carmen, instalada por la Armada el 6 de febrero de 1949 en el cerro de La Virgen, por lo que cada año la comunidad conmemora festivamente este día.

## Gastronomía
La gastronomía de la isla Huar es la típica del sur de la Región de Los Lagos, formada por elementos de la gastronomía de Chiloé (de raíz huilliche-mapuche y española) y la adición de platos introducidos posteriormente por la población alemana y chilena. Entre los platos tradicionales se encuentran el curanto, el milcao, cazuela de gallina de campo con fideos de harina, el asado de cordero al palo, los chapaleles, las tortillas al rescoldo, los chuhuañes, etc.
El milcao constituye parte de la herencia chilota-española. Constituye de una preparación que en principio lleva papas crudas- en forma de ralladura- con puré de papas, a la mezcla se le adiciona; manteca de cerdo y chicharrones, sal y su cocimiento puede ser en un horno como frito en un sartén. Su origen es cuestionable, algunas versiones que han llegado en forma oral señalan que las mujeres españolas ( situadas en la colonia española de Chiloé ) al carecer de harina para elaborar pan de trigo, comenzaron a utilizar la patata -que se daba en forma natural- en sus preparaciones.    
Los chuhuañes o mellas las cuales se preparan con una mezcla de papas ralladas crudas, harina, azúcar y pasas que se envuelven en hojas de pangue. Tienen consistencia compacta, color oscuro y sabor dulce. En un principio se elaboraban con papas que no se cosecharon y con el paso de los meses adquieren sabor dulce, denominadas pilcahues, pero luego comenzó a usarse cualquier clase de papa y se le añadió azúcar para obtener una masa dulce.

## Cultura
Dada la raíz española en gran parte de la población que habita la isla, la cultura predominante es la judeocristiana. La mayoría de la población es católica, celebrándose fiestas religiosas y existiendo gran cantidad de iglesias y conmemoraciones religiosas;  una de las principales es la Fiesta de Lourdes, que se celebra el día 11 de febrero de cada año en el sector La Poza- en dicha ocasión la isla recibe una infinidad de visitantes internos como fuera de la isla-.
Es importante, señalar la existencia de la figura de los "fiscales", quienes son encargados de mantener las iglesias y de realizar ciertos servicios religiosos en ausencia de los sacerdotes y diáconos. En la designación interviene toda la comunidad y cuyo cargo goza de gran prestigio y reconocimiento social hasta nuestros días.